# Saison 2021 de l'équipe cycliste AG2R Citroën
La saison 2021 de l'équipe cycliste AG2R Citroën est la trentième de cette équipe, lancée en 1992 et dont le directeur général est Vincent Lavenu.

## Coureurs et encadrement technique

### Arrivées et départs
| Coureur           | Provenance            | Durée contrat |
| ----------------- | --------------------- | ------------- |
| Lilian Calmejane  | Total Direct Énergie  | 2021          |
| Stan Dewulf       | Lotto-Soudal          | 2021-2022     |
| Bob Jungels       | Deceuninck-Quick Step | 2021-2022     |
| Ben O'Connor      | NTT Pro Cycling       | 2021          |
| Nicolas Prodhomme | Cofidis               | 2021-2022     |
| Marc Sarreau      | Groupama-FDJ          | 2021-2022     |
| Michael Schär     | CCC                   | 2021-2023     |
| Damien Touzé      | Cofidis               | 2021-2022     |
| Greg Van Avermaet | CCC                   | 2021-2023     |
| Gijs Van Hoecke   | CCC                   | 2021-2022     |

| Coureur           | Nouvelle équipe           | Durée contrat |
| ----------------- | ------------------------- | ------------- |
| Romain Bardet     | DSM                       | 2021-2022     |
| Clément Chevrier  | Retraite                  |               |
| Silvan Dillier    | Alpecin-Fenix             | 2021          |
| Axel Domont       | Retraite                  |               |
| Alexandre Geniez  | Total Direct Énergie      | 2021-2022     |
| Quentin Jauregui  | B&B Hotels p/b KTM        | 2021-2022     |
| Pierre Latour     | Total Direct Énergie      | 2021-2022     |
| Antoine Raugel    | Continentale Groupama-FDJ | 2021          |
| Harry Tanfield    | Qhubeka Assos             | 2021          |
| Stijn Vandenbergh | Retraite                  |               |
| Simon Verger      |                           |               |
| Alexis Vuillermoz | Total Direct Énergie      | 2021-2022     |

### Effectif de la saison
| Coureur             | Date de Nais.             | Équipe en 2020       | Cont. |
| ------------------- | ------------------------- | -------------------- | ----- |
| Clément Berthet     | 2 août 1997 (24 ans)      | Delko                | 2024  |
| François Bidard     | 19 mars 1992 (29 ans)     | AG2R La Mondiale     | 2021  |
| Geoffrey Bouchard   | 1er avril 1992 (29 ans)   | AG2R La Mondiale     | 2023  |
| Lilian Calmejane    | 6 décembre 1992 (29 ans)  | Total Direct Énergie | 2022  |
| Clément Champoussin | 29 mai 1998 (23 ans)      | AG2R La Mondiale     | 2022  |
| Mikaël Cherel       | 17 mars 1986 (35 ans)     | AG2R La Mondiale     | 2022  |
| Benoît Cosnefroy    | 17 octobre 1995 (26 ans)  | AG2R La Mondiale     | 2023  |
| Thomas Delphis      | 1er juin 1999 (22 ans)    | Néo-pro              | 2021  |
| Stan Dewulf         | 20 décembre 1997 (24 ans) | Lotto-Soudal         | 2022  |
| Julien Duval        | 27 mai 1990 (31 ans)      | AG2R La Mondiale     | 2021  |
| Mathias Frank       | 9 décembre 1986 (35 ans)  | AG2R La Mondiale     | 2021  |
| Tony Gallopin       | 24 mai 1988 (33 ans)      | AG2R La Mondiale     | 2021  |
| Ben Gastauer        | 14 novembre 1987 (34 ans) | AG2R La Mondiale     | 2021  |
| Dorian Godon        | 25 mai 1996 (25 ans)      | AG2R La Mondiale     | 2024  |
| Alexis Gougeard     | 5 mars 1993 (28 ans)      | AG2R La Mondiale     | 2021  |
| Jaakko Hänninen     | 16 avril 1997 (24 ans)    | AG2R La Mondiale     | 2024  |
| Anthony Jullien     | 5 mars 1998 (23 ans)      | AG2R La Mondiale     | 2022  |

| Coureur                | Date de Nais.              | Équipe en 2020        | Cont. |
| ---------------------- | -------------------------- | --------------------- | ----- |
| Bob Jungels            | 22 septembre 1992 (29 ans) | Deceuninck-Quick Step | 2022  |
| Paul Lapeira           | 25 février 2000 (21 ans)   | Néo-pro               | 2023  |
| Lawrence Naesen        | 28 août 1992 (29 ans)      | AG2R La Mondiale      | 2023  |
| Oliver Naesen          | 16 septembre 1990 (31 ans) | AG2R La Mondiale      | 2023  |
| Ben O'Connor           | 25 novembre 1995 (26 ans)  | NTT Pro Cycling       | 2024  |
| Aurélien Paret-Peintre | 27 février 1996 (25 ans)   | AG2R La Mondiale      | 2024  |
| Nans Peters            | 12 mars 1994 (27 ans)      | AG2R La Mondiale      | 2023  |
| Nicolas Prodhomme      | 1er février 1997 (24 ans)  | Cofidis               | 2022  |
| Valentin Retailleau    | 18 juin 2000 (21 ans)      | Néo-pro               | 2021  |
| Marc Sarreau           | 10 juin 1993 (28 ans)      | Groupama-FDJ          | 2022  |
| Michael Schär          | 29 septembre 1986 (35 ans) | CCC Team              | 2023  |
| Damien Touzé           | 7 juillet 1996 (25 ans)    | Cofidis               | 2022  |
| Greg Van Avermaet      | 17 mai 1985 (36 ans)       | CCC Team              | 2023  |
| Gijs Van Hoecke        | 12 novembre 1991 (30 ans)  | CCC Team              | 2022  |
| Andrea Vendrame        | 20 juillet 1994 (27 ans)   | AG2R La Mondiale      | 2023  |
| Clément Venturini      | 16 octobre 1993 (28 ans)   | AG2R La Mondiale      | 2023  |
| Larry Warbasse         | 28 juin 1990 (31 ans)      | AG2R La Mondiale      | 2022  |